# Yohimbina
La yohimbina è un alcaloide con effetti stimolanti sul sistema nervoso centrale. È un bloccante del recettore alfa2-adrenergico, e si caratterizza per una breve durata d'azione. Il composto è anche dotato di effetto antidiuretico e produce un aumento della frequenza cardiaca e della pressione arteriosa. La molecola presenta una spiccata azione psicoattiva ed è stato riportato che possa determinare risposte alterate del sistema nervoso centrale (SNC), fra cui ansia e reazioni maniacali. Altri effetti che, potrebbero spiegare la sua spiccata psicoattività e alcuni effetti collaterali (sebbene non sia stato ancora del tutto delucidato il ruolo neurobiologico dei seguenti effetti) sono: l'agonismo ai recettori della serotonina 5-HT1d e 5-HT2a e l'antagonismo dei 5-HT1b e 5-HT2b.
Si tratta del principale alcaloide estratto dalla corteccia della Pausinystalia yohimbe e dalle foglie della Rauwolfia serpentina (nota anche come radice di serpente indiana), che la contengono naturalmente.

## Usi clinici
In alcuni paesi è venduta dietro prescrizione medica per il trattamento della disfunzione erettile, per il trattamento del ridotto desiderio sessuale (riduzione della libido), ed è anche utilizzata per i suoi presunti effetti afrodisiaci ma non vi sono evidenze scientifiche conclusive che la yohimbina possa realmente giovare.
È stato segnalato che la molecola potrebbe comportare una riduzione del grasso corporeo, ma vi sono molti dubbi.
La yohimbina è stata anche studiata come rimedio per il diabete di tipo 2 in modelli animali ed umani portatori del polimorfismo del gene per il recettore alfa2-adrenergico sottotipo "A".

## Effetti collaterali ed indesiderati
A seconda del dosaggio assunto la yohimbina può comportare anche innalzamento della pressione arteriosa, che spesso si accompagna ad aumento della frequenza cardiaca.
Gli eventi avversi a carico del tratto gastrointestinale comprendono nausea e vomito.
Per i suoi effetti eccitatori a carico del SNC la molecola suscita spesso irritabilità, ansia generalizzata, eccitazione, iperattività motoria,  insonnia, tremore e vertigine.

## Controindicazioni
È controindicata in casi di ipersensibilità al principio attivo o a uno qualsiasi degli eccipienti utilizzati nella formulazione farmacologica. È inoltre controindicata nell'insufficienza epatica e renale.

## Interazioni
La contemporanea assunzione di yohimbina (anche contenuta nei cibi od integratori alimentari) e farmaci antidepressivi o fenotiazine può comportare un aumentato rischio di effetti collaterali.